# Dreiband-Weltmeisterschaft 1986

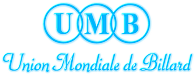
Logo UMB (ausrichtender Verband)

Veranstaltungsort: Las Vegas

Die Dreiband-Weltmeisterschaft 1986 war das 41. Turnier in dieser Disziplin des Karambolagebillards und fand vom 15. bis 18. Mai 1986 in Paradise statt. Es war die dritte Dreiband-WM in Las Vegas.

## Geschichte
Raymond Ceulemans in der Form seines Lebens. Er stellte mit 1,745 einen sensationellen Weltrekord im Generaldurchschnitt (GD) und mit 2,631 einen neuen Weltrekord im besten Einzeldurchschnitt (BED) auf. Er verlor nur eine Partie und belegte am Ende Platz drei. Der Grund war die Halbfinalpartie gegen Avelino Rico aus Spanien. Ceulemans beherrschte die Partie von Beginn an und führte dementsprechend klar mit 47:27 und später mit 48:35 in der 38. Aufnahme. Dann kam Rico an den Tisch und beendete die Partie mit einer, teilweise auch glücklichen, Serie von 15 Punkten. Da Ceulemans keinen Nachstoß hatte, war damit der Finaleinzug verpasst. Trotzdem war Rico der verdiente Sieger, da er im Finale auch Torbjörn Blomdahl nach dessen klarer Führung (zwischenzeitlich mit 40:24) mit 50:46 in 43 Aufnahmen bezwang. Erstmals nahm auch der spätere Weltmeister Marco Zanetti an einer Dreiband-WM teil. Er war der erste Italiener dem dieses gelang. Zanetti belegte am Ende Platz vier. Sehr unglücklich verlief das Turnier für den zweimaligen Weltmeister Nobuaki Kobayashi. Trotz aller Bestleistungen in der Vorrundengruppe B kam er nur auf Platz drei. Somit musste er sich mit dem Spiel um Platz fünf zufriedengeben, den er auch erreichte.

## Modus
Gespielt wurde in der Gruppenphase, zwei Gruppen je sieben Spieler, „Jeder gegen Jeden“ bis 50 Punkte. Die beiden Gruppenersten kamen ins Halbfinale. Die Halbfinalsieger waren im Finale. Die Plätze 5 bis 14 wurden ausgespielt.

## Vorrunde

Turnierplakat

| Abschlusstabelle Gruppe A  | Abschlusstabelle Gruppe A | Abschlusstabelle Gruppe A | Abschlusstabelle Gruppe A | Abschlusstabelle Gruppe A | Abschlusstabelle Gruppe A | Abschlusstabelle Gruppe A | Abschlusstabelle Gruppe A |
| Platz                      | Name                      | MP                        | Pkte.                     | Aufn.                     | GD                        | BED                       | HS                        |
| -------------------------- | ------------------------- | ------------------------- | ------------------------- | ------------------------- | ------------------------- | ------------------------- | ------------------------- |
| 1                          | Raymond Ceulemans         | 12:0                      | 300                       | 166                       | 1,807                     | 2,631                     | 12                        |
| 2                          | Marco Zanetti             | 8:4                       | 263                       | 246                       | 1,069                     | 1,613                     | 7                         |
| 3                          | Frank Torres              | 6:6                       | 263                       | 272                       | 0,967                     | 1,282                     | 7                         |
| 4                          | Yoshio Yoshihara          | 6:6                       | 244                       | 261                       | 0,935                     | 1,351                     | 9                         |
| 5                          | Galo Legarda              | 6:6                       | 220                       | 260                       | 0,846                     | 1,042                     | 6                         |
| 6                          | Luis Doyharzabal          | 4:8                       | 248                       | 276                       | 0,899                     | 1,111                     | 9                         |
| 7                          | Hisham Saad               | 0:12                      | 164                       | 279                       | 0,588                     | –                         | 6                         |
| Gruppendurchschnitt: 0,967 |                           |                           |                           |                           |                           |                           |                           |

| Abschlusstabelle Gruppe B  | Abschlusstabelle Gruppe B | Abschlusstabelle Gruppe B | Abschlusstabelle Gruppe B | Abschlusstabelle Gruppe B | Abschlusstabelle Gruppe B | Abschlusstabelle Gruppe B | Abschlusstabelle Gruppe B |
| Platz                      | Name                      | MP                        | Pkte.                     | Aufn.                     | GD                        | BED                       | HS                        |
| -------------------------- | ------------------------- | ------------------------- | ------------------------- | ------------------------- | ------------------------- | ------------------------- | ------------------------- |
| 1                          | Torbjörn Blomdahl         | 10:2                      | 285                       | 243                       | 1,173                     | 1,515                     | 10                        |
| 2                          | Avelino Rico              | 9:3                       | 272                       | 291                       | 0,935                     | 1,250                     | 7                         |
| 3                          | Nobuaki Kobayashi         | 8:4                       | 261                       | 217                       | 1,202                     | 1,515                     | 13                        |
| 4                          | Allen Gilbert             | 6:6                       | 253                       | 278                       | 0,910                     | 1,190                     | 11                        |
| 5                          | Jorge Theriaga            | 4:8                       | 236                       | 269                       | 0,877                     | 1,087                     | 9                         |
| 6                          | Carlos Hallon             | 3:9                       | 258                       | 309                       | 0,835                     | 0,806                     | 7                         |
| 7                          | Mohamed El Machak         | 2:8                       | 208                       | 307                       | 0,677                     | 1,190                     | 6                         |
| Gruppendurchschnitt: 0,926 |                           |                           |                           |                           |                           |                           |                           |

## Finalrunde
|  | Halbfinale 50 Punkte       | Halbfinale 50 Punkte |                   |           | Finale 50 Punkte | Finale 50 Punkte |
|  |                            |                      |                   |           |                  |                  |
|  | Raymond Ceulemans          | 0/48/34/14           |                   |           |                  |                  |
|  | Avelino Rico               | 2/50/34/15           |                   |           |                  |                  |
|  | 17. Mai 1986               |                      |                   |           |                  |                  |
|  |                            |                      | 18. Mai 1986      |           |                  |                  |
|  | Avelino Rico               | 2/50/43/8            |                   |           |                  |                  |
|  |                            | Torbjörn Blomdahl    | 0/46/43/6         |           |                  |                  |
|  |                            |                      |                   |           |                  |                  |
|  | Spiel um Platz 3 50 Punkte |                      |                   |           |                  |                  |
|  | 17. Mai 1986               | 17. Mai 1986         | Raymond Ceulemans | 2/50/28/8 |                  |                  |
|  | Torbjörn Blomdahl          | 2/50/30/6            | Marco Zanetti     | 0/36/28/6 |                  |                  |
|  | Marco Zanetti              | 0/24/30/4            |                   |           | 18. Mai 1986     | 18. Mai 1986     |

| Platz             | Name              | MP  | Pkte | Aufn. | GD    | BED   | HS |
| ----------------- | ----------------- | --- | ---- | ----- | ----- | ----- | -- |
| Spiel um Platz 13 |                   |     |      |       |       |       |    |
| 13                | Hisham Saad       | 2:0 | 50   | 72    | 0,694 | 0,694 | 6  |
| 14                | Mohamed El Machak | 0:2 | 40   | 72    | 0,555 | –     | 4  |
| Spiel um Platz 11 |                   |     |      |       |       |       |    |
| 11                | Luis Doyharzabal  | 2:0 | 50   | 59    | 0,847 | 0,847 | 6  |
| 12                | Carlos Hallon     | 0:2 | 42   | 59    | 0,711 | –     | 3  |
| Spiel um Platz 9  |                   |     |      |       |       |       |    |
| 9                 | Jorge Theriaga    | 2:0 | 50   | 47    | 1,063 | 1,063 | 5  |
| 10                | Galo Legarda      | 0:2 | 34   | 47    | 0,723 | –     | 3  |
| Spiel um Platz 7  |                   |     |      |       |       |       |    |
| 7                 | Yoshio Yoshihara  | 2:0 | 50   | 39    | 1,282 | 1,282 | 7  |
| 8                 | Allen Gilbert     | 0:2 | 33   | 39    | 0,846 | –     | 5  |
| Spiel um Platz 5  |                   |     |      |       |       |       |    |
| 5                 | Nobuaki Kobayashi | 2:0 | 50   | 44    | 1,136 | 1,136 | 4  |
| 6                 | Frank Torres      | 0:2 | 34   | 44    | 0,772 | –     | 4  |

## Abschlusstabelle
| MP    | Match Points (Sieger = 2; Unentschieden = 1; Verlierer = 0) |
| Pkte. | Erzielte Karambolagen                                       |
| Aufn. | Benötigte Versuche                                          |
| GD    | Generaldurchschnitt                                         |
| BED   | Bester Einzeldurchschnitt eines Spielers                    |
| HS    | Höchstserie                                                 |
|       | Bester GD des Turniers                                      |
|       | Bester ED des Turniers                                      |
|       | Beste HS des Turniers                                       |
|       | 1. Platz (Gold)                                             |
|       | 2. Platz (Silber)                                           |
|       | 3. Platz (Bronze)                                           |

| Platz                      | Name              | MP   | Pkte. | Aufn. | GD    | BED   | HS |
| -------------------------- | ----------------- | ---- | ----- | ----- | ----- | ----- | -- |
| 1                          | Avelino Rico      | 13:3 | 372   | 368   | 1,010 | 1,470 | 15 |
| 2                          | Torbjörn Blomdahl | 12:4 | 381   | 316   | 1,205 | 1,666 | 10 |
| 3                          | Raymond Ceulemans | 14:2 | 398   | 228   | 1,745 | 2,631 | 14 |
| 4                          | Marco Zanetti     | 8:8  | 323   | 304   | 1,062 | 1,612 | 7  |
| 5                          | Nobuaki Kobayashi | 10:4 | 311   | 261   | 1,191 | 1,785 | 13 |
| 6                          | Frank Torres      | 6:8  | 297   | 316   | 0,939 | 1,282 | 7  |
| 7                          | Yoshio Yoshihara  | 8:6  | 294   | 300   | 0,980 | 1,351 | 9  |
| 8                          | Allen Gilbert     | 6:8  | 286   | 317   | 0,902 | 1,190 | 11 |
| 9                          | Jorge Theriaga    | 6:8  | 286   | 316   | 0,905 | 1,086 | 9  |
| 10                         | Galo Legarda      | 6:8  | 254   | 307   | 0,824 | 1,041 | 6  |
| 11                         | Luis Doyharzabal  | 6:8  | 298   | 335   | 0,889 | 1,111 | 9  |
| 12                         | Carlos Hallon     | 3:11 | 300   | 368   | 0,815 | 0,806 | 7  |
| 13                         | Hisham Saad       | 2:12 | 214   | 351   | 0,609 | 0,694 | 7  |
| 14                         | Mohamed E Machak  | 2:12 | 248   | 379   | 0,651 | 1,190 | 6  |
| Turnierdurchschnitt: 0,953 |                   |      |       |       |       |       |    |